# Mike Sweeney
Michael Sweeney (Duncan, 25 dicembre 1959) è un ex calciatore canadese, di ruolo centrocampista.

## Carriera

### Nazionale
Ha partecipato, con la rappresentativa canadese ai Giochi olimpici 1984 e alla fase finale del campionato del mondo 1986.